# Fox Stevenson
Stanley Stevenson Byrne, conocido artísticamente como Fox Stevenson (Leeds, 25 de enero de 1993) es un disc jockey y productor musical inglés.

## Biografía
Fox Stevenson se interesó desde muy joven por la música. A los 15 o 16 años creó su primera canción vocal. Pronto comenzó a crear canciones que subió a distintas plataformas como Liquicity. 
También subió sus canciones a SoundCloud donde llegó a acumular 1,5 M de reproducciones en 2012. Al principio de su carrera como músico adoptó como nombre musical el de Stan SB, utilizando posteriormente su nombre actual: Fox Stevenson.

## Discografía

### Stan SB

#### EP
- Anyone Out There (Subsphere Records, 13 de enero de 2013)
  - Stan SB Anyone Out There
  - Stan SB  Dead
  - Stan SB Flat Foot Face
  - Stan SB  Stratosphere
  - Stan SB The Process
  - Stan SB We're Alive

#### Liquicity Releases
- Stan SB Action
- Stan SB Calling
- Stan SB Cloud Head
- Stan SB  Compromise
- Stan SB  Forget You
- Stan SB  Get What I Can
- Stan SB  Hide Your Eyes
- Stan SB  It's a Disaster
- Stan SB  Satisfied
- Stan SB Smudge
- Stan SB  Tears In Rain
- Stan SB  Way Back
- Stan SB  Welcome Back

#### Otras canciones
- Stan SB  All About The Luck
- Stan SB  Been Going
- Stan SB  Hourglass
- Stan SB  Let This Go (Later released in Turn It Up EP as Fox Stevenson)
- Stan SB  Need Me
- Stan SB  Skyward Bound
- Stan SB  The Hassle
- Stan SB  Throne
- Stan SB  Turn It Up (Después realizó Turn It Up EP como Fox Stevenson)

#### Canciones instrumentales
- Stan SB  Apocalypse
- Stan SB  Calculator
- Stan SB Deserted
- Stan SB Faces Of War
- Stan SB Hunger
- Stan SB Just A Walk
- Stan SB Latino Electricity
- Stan SB Orb
- Stan SB  Implosion
- Stan SB Skies
- Stan SB Sonic Colours
- Stan SB Riding The Rails
- Stan SB The Runner
- Stan SB Teddy
- Stan SB The Tubes
- Stan SB Woodboy

#### Colaboraciones
- Tokyo & Stan SB  Juniper
- Candyland The Secret (feat Stan SB)
- Feint Your Own Way (feat Stan SB)

#### Remixes
- Feint Horizons (feat Veela) (Stan SB Remix) (Subsphere Records, 18 de agosto de 2012)
- 3OH!3 Back To Life (Stan SB Remix) (Warner Music Group, 2013)
- Stan SB Simple Life (Cheeky Bass Jazz Edit)
- Taio Cruz Dynamite (Stan SB Remix)

#### Others' Remixes
- Stan SB Anyone Out There (Maduk Remix) (In Galaxy of Dreams)

#### Compilations
- Galaxy of Dreams (Liquicity Records, 2013)
- Liquicity Memoirs (Liquicity Records, 2015)

### 5 Feet of Air
5 Feet of Air fue una banda formada por Stanley Stevenson Byrne, Jake Tyrrell, Lawrence Uziell y Jordan Thomson.
- 5FOA Wall

### Battle Royale
- Battle Royale  Battle Royale Demo
- Battle Royale Start With You
- Battle Royale  SmashMan!
- Battle Royale  Exercise In Trust (Sample)
- Battle Royale  Requiem For An Idiot
- Battle Royale  Skyward Bound
- Battle Royale Been Going
- Battle Royale Move Up (Later named "Calling" and published by Stan SB)

### Fox Stevenson

#### EP
- Endless (Firepower Records, 15 de octubre de 2013)[2]
  - Fox Stevenson  Endless
  - Fox Stevenson  Give Them Hell
  - Fox Stevenson  Like You
  - Fox Stevenson  Trigger
- Turn It Up (Cloudhead Records, 25 de marzo de 2014)[3]
  - Fox Stevenson  Better Now
  - Fox Stevenson Let This Go
  - Fox Stevenson  Lightspeed
  - Fox Stevenson  Turn It Up (Higher)
- All This Time (Cloudhead Records, 26 de mayo de 2014)
  - Fox Stevenson All This Time
  - Fox Stevenson  Crystal
  - Fox Stevenson Out There
  - Fox Stevenson  Simple Life
- Acoustic EP (Daytrotter, 30 de mayo de 2014)[4]
  - Fox Stevenson All In
  - Fox Stevenson  Kitty
  - Fox Stevenson Out There
- Throwdown (Firepower Records, 15 de julio de 2014)[5]
  - Fox Stevenson All In
  - Fox Stevenson  Double Up
  - Fox Stevenson  High Five!
  - Fox Stevenson  Manage
  - Fox Stevenson  Throwdown
- Throwdown Remixes (Firepower Records, 21 de octubre de 2014) (featuring various artists)[6]
  - Fox Stevenson All In (Protohype Remix)
  - Fox Stevenson  Double Up (ETC!ETC! and TightTraxx Remix)
  - Fox Stevenson  High Five! (The Brig Remix)
  - Fox Stevenson  Manage (xKore Remix)
  - Fox Stevenson  Throwdown (Rob Gasser Remix)
- Free Stuff (21 de septiembre de 2015)
  - Fox Stevenson  Essby (6 Months and Counting)
  - Fox Stevenson & Feint Everything's Wrong
  - Fox Stevenson  It's True
  - Fox Stevenson, Cruk & Priority One  Wiggly
- No Fox Given (Disciple Recordings, 18 de abril de 2016)
  - Fox Stevenson Get Strange
  - Fox Stevenson  Hello?
  - Fox Stevenson  Radar
  - Fox Stevenson  Saloon

#### Sencillos
| Year | Title             | Peak chart positions | Peak chart positions |
| Year | Title             | NED                  | BEL                  |
| ---- | ----------------- | -------------------- | -------------------- |
| 2013 | Sandblast         | —                    | —                    |
| 2014 | Sandblast (VIP)   | —                    | —                    |
| 2014 | Tico              | —                    | —                    |
| 2014 | Sweets (Soda Pop) | 16                   | 28                   |
| 2015 | Comeback          | —                    | —                    |
| 2016 | Rocket            | —                    | —                    |
| 2016 | Hoohah (VIP)      | —                    | —                    |

#### Colaboraciones
- Fox Stevenson & Curbi Hoohah (Spinnin' Records, 17 de agosto de 2015)
- Eric SB Animal (feat Fox Stevenson)
- Eric SB Stop It (feat Fox Stevenson)
- Fox Stevenson & Mesto Chatterbox (Spinnin' Records, 16 de enero de 2017

#### Remixes
- COOPER  This Year (Fox Stevenson Remix) (Cloudhead Records, 2014)
- Candyland  All You Gotta Do (Fox Stevenson Remix) (2013)
- Flux Pavilion Gold Love (feat Rosie Oddie) (Fox Stevenson Remix) (Circus Records, 2014)
- Dodge & Fuski x Nick Thayer Playboy (Fox Stevenson Remix) (Disciple Recordings, 2014)
- Stafford Brothers feat. Lil Jon Hands Up (Fox Stevenson Remix)
- Steven Lee  Love Crazy Love (feat Carol C) (Fox Stevenson Remix)
- Priority One and TwoThirds City Needs Sleep (Fox Stevenson Remix) (Liquicity Records, 2015)
- Zedd I Want You To Know (feat Selena Gomez) (Fox Stevenson Remix)

#### Otros Remixes
- Fox Stevenson  Simple Life (JIKES Remix)